# Koumac
Koumac est une commune française de Nouvelle-Calédonie, située dans la Province Nord.
« Koumac » signifie en langue Pwaxumak : « Têtes dures ou têtus ». Kou ou Khû veut dire : dur, résistant. Mac ou Mwak signifie : ensemble, environnement ou groupe. 
Trois communes limitrophes la bordent : Kaala-Gomen au sud, Poum au nord et Ouégoa à l'est, tandis que le lagon et sa barrière de corail et ses îlots lui donnent une façade maritime. Avec ses 3 981 habitants, elle est la dernière grande commune du grand nord de la Grande Terre. 
Commune agricole et minière, elle développe ses atouts pour devenir un lieu touristique. À la fois broussarde par son mode de vie, Koumac est avant tout implantée sur la grande chefferie Boarat. Village qui vit le « destin commun », les relations entre les différentes communautés ethniques et culturelles expliquent en partie sa prospérité depuis les premières implantations humaines. Son prochain défi consiste à poursuivre son développement économique afin de financer les équipements de proximité et continuer à maintenir sa population sur place. 
La commune fait partie de l'aire coutumière Hoot ma Waap.

## Géographie

### Situation
Koumac est située à 294 km au nord-ouest de Nouméa ou à 40 minutes d'avion.
La distance par la route est de 366 km, soit environ 4 heures de trajet ; sur la RT1, Koumac se trouve à 60 km au sud-est de Poum (côte ouest), à 160 km au nord-ouest de Voh (côte ouest), à 40 km au sud-ouest de Ouégoa et 70 km de Pouébo (côte est).

### Relief
Le territoire communal est essentiellement constitué de la plaine littorale qui court tout au long de la côte ouest. Sa partie orientale est dominée par la Chaîne centrale. Au nord, le massif de Tiebaghi est riche en chrome (exploité jusqu'au début des années 1990) et en nickel (mine toujours existante). 

### Climat

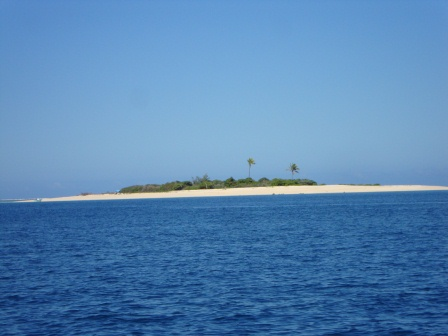
Îlot Kendec dans le lagon de Koumac

La Nouvelle-Calédonie est marquée par un climat tropical océanique à deux saisons (une saison chaude et une saison fraîche). Toutefois, du fait de son relief, des nuances sont observées entre la côte est (humide) et la côte ouest (sèche) où se situe Koumac. Les précipitations à Koumac sont ainsi très faibles (997 mm d'eau en 2010), avec ensoleillement très élevé. La température moyenne annuelle est de 20,5 °C (en 2010) : 15 °C est la température moyenne la plus basse (en août 2011), 31 °C est la plus élevée (moyenne de décembre 2010), avec des pics atteignant les 34 °C. 
Le village dispose d'un centre automatisé de Méteo France Nouvelle-Calédonie qui prélève automatiquement les mesures.

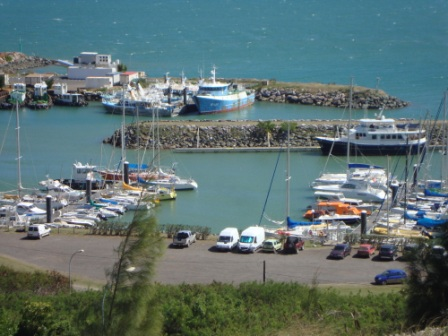
Marina de Pandop.

| Mois                                            | jan.         | fév.          | mars          | avril        | mai          | juin          | jui.         | août         | sep.          | oct.         | nov.          | déc.          | année      |
| ----------------------------------------------- | ------------ | ------------- | ------------- | ------------ | ------------ | ------------- | ------------ | ------------ | ------------- | ------------ | ------------- | ------------- | ---------- |
| Température minimale moyenne (°C)               | 23           | 23,3          | 22,8          | 21,3         | 19,3         | 18            | 16,5         | 16,5         | 17,2          | 18,7         | 20,4          | 21,8          | 19,9       |
| Température moyenne (°C)                        | 26,6         | 26,8          | 26,2          | 24,9         | 23,1         | 21,7          | 20,4         | 20,5         | 21,5          | 22,9         | 24,4          | 25,7          | 23,7       |
| Température maximale moyenne (°C)               | 30,2         | 30,3          | 29,5          | 28,5         | 26,9         | 25,4          | 24,4         | 24,5         | 25,8          | 27,2         | 28,4          | 29,5          | 27,5       |
| Record de froid (°C) date du record             | 15,8 17.1953 | 16,9 21.1978  | 15,1 30.1952  | 14,3 18.1951 | 11,5 29.1951 | 8,7 25.1953   | 8,2 28.1953  | 8,5 19.1951  | 9,3 13.1952   | 11,3 03.1951 | 14,5 04.2018  | 14,2 03.1951  | 8,2 1953   |
| Record de chaleur (°C) date du record           | 34,9 13.2020 | 36 07.2020    | 35,1 04.1997  | 33,8 07.2006 | 32,2 03.2015 | 32,2 20.2007  | 30,8 29.1998 | 30,7 27.2021 | 31,5 19.1988  | 33,5 17.2010 | 34,6 24.1995  | 35,8 27.2001  | 36 2020    |
| Ensoleillement (h)                              | 235,3        | 198,9         | 201,2         | 206,9        | 192,3        | 185           | 206,8        | 224,7        | 239,5         | 261,8        | 250,9         | 256,4         | 2 659,6    |
| Record de vent (km/h) date du record            | 46 08.1997   | 51 11.1989    | 50 27.1996    | 26 30.2000   | 28 21.1999   | 25 17.2004    | 26,8 25.2010 | 31 19.1989   | 26 18.2000    | 23 19.2007   | 22 18.2002    | 47 24.1981    | 51 1989    |
| Précipitations (mm)                             | 157,7        | 145,2         | 161,9         | 80,7         | 79,6         | 77,2          | 45,3         | 39,7         | 27,8          | 23,3         | 48,6          | 97,8          | 984,8      |
| Record de pluie en 24 h (mm) date du record     | 175 17.1976  | 350,3 20.1969 | 206,5 10.1992 | 215 01.2002  | 270 26.1960  | 225,2 28.2007 | 162 14.1999  | 73,4 08.1995 | 114,5 08.1967 | 91,6 24.2010 | 109,8 12.1987 | 429,7 23.1981 | 429,7 1981 |
| Nombre de jours avec précipitations             | 9,6          | 11            | 9,7           | 6,3          | 5,1          | 5,2           | 4,2          | 3,6          | 2,4           | 2,7          | 4,4           | 6,1           | 70,3       |
| dont nombre de jours avec précipitations ≥ 5 mm | 6            | 6,4           | 6             | 3,1          | 2,7          | 2,9           | 1,5          | 1,9          | 1             | 1,3          | 2,5           | 3,7           | 38,9       |

| Diagramme climatique                                  |               |               |              |              |            |              |              |              |              |              |              |
| J                                                     | F             | M             | A            | M            | J          | J            | A            | S            | O            | N            | D            |
| 30,223157,7                                           | 30,323,3145,2 | 29,522,8161,9 | 28,521,380,7 | 26,919,379,6 | 25,41877,2 | 24,416,545,3 | 24,516,539,7 | 25,817,227,8 | 27,218,723,3 | 28,420,448,6 | 29,521,897,8 |
| Moyennes : • Temp. maxi et mini °C • Précipitation mm |               |               |              |              |            |              |              |              |              |              |              |

### Végétation

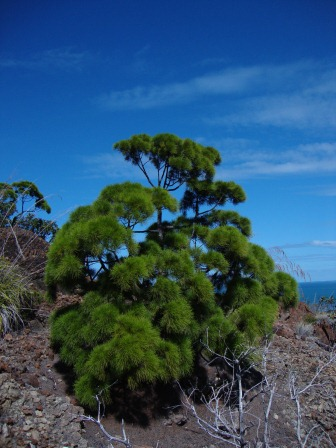
Arbuste du maquis minier sur le massif de Tiébaghi (Koumac)

À cause du climat tropical sec, du surpâturage, de l'exploitation minière et de l'urbanisation, les écosystèmes terrestres ont été fortement impactés. Les vastes étendues de savanes à niaoulis ont remplacé la forêt sèche. De plus, quelques zones sont occupées par le maquis minier. En se rapprochant de la Chaîne, on découvre un domaine forestier plus dense. Savane, maquis minier et forêt sèche sont donc l'essentiel de la végétation sur la commune de Koumac. 
La mangrove, trop souvent oubliée, est un écosystème fondamental pour la survie du lagon de Koumac, déjà fortement menacé et fragilisé par l'exploitation minière et la pression humaine. Le village de Koumac est aussi bordé par une zone lacustre.  

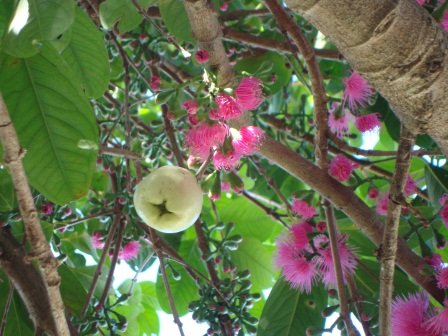
Pommier kanak en fleurs et pomme kanak verte (Koumac)

### Faune

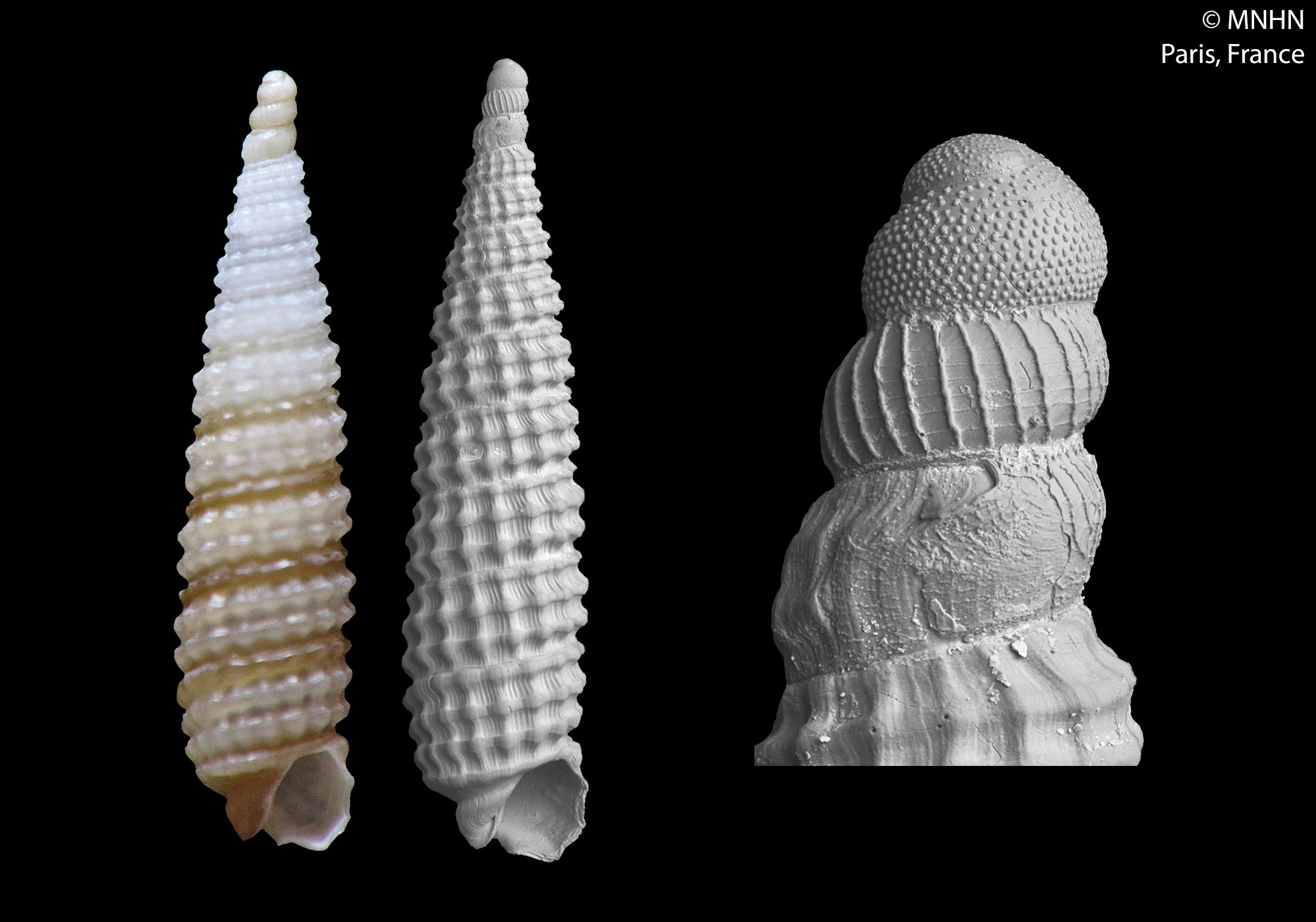
Coquille de Prolixodens whaaporum, espèce aux allures de flèche faîtière décrite en 2017 et nommée en l'honneur du clan Whaap, qui a accueilli les missions scientifiques avec hospitalité.

La nature de la région de Koumac, et en particulier la faune marine, est relativement bien connue car la municipalité a accueilli plusieurs expéditions scientifiques d'envergure : 
- Plusieurs expéditions de l'ORSTOM dans les années 1970
- La mission Montrouzier en 1993 (du Muséum National d'Histoire Naturelle)
- La mission Koumac 2 du programme « La Planète Revisitée » en 2018 et 2019.

Toutes ces missions ont permis de recenser plusieurs milliers d'espèces, révélant une biodiversité extraordinaire et encore peu affectée par l'influence humaine, dont des espèces endémiques. 
La faune marine se compose notamment de : 
- Dugong, vache marine, Modap en kumwaak : observé entre juillet et septembre à proximité de la côte : vulnérable et protégé,
- Baleines à bosse, Tcho en kumwaak : au large de la côte entre juin et novembre pendant la saison fraîche où elle vient se reproduire avant de redescendre vers l'Antarctique,
- Dauphins, Pwurio en kumwaak : différentes espèces visibles,
- Orques : espèce rarement observée à Koumac (dernière observation en 2009[4] par des pêcheurs),
- Requins, Nék en kumwaak : pointe blanche et pointe noire du récif, requin gris, requin tigre, requin nourrice, requin marteau, requin taureau ou bouledogue et très rarement, le requin baleine,
- Tortues : la tortue à écailles et la tortue verte, interdites à la pêche,
- Serpents marins : principalement le tricot rayé jaune et le tricot rayé bleu, Pwuri en kumwaak, venimeux mais craintifs (lagon et îlots).

La faune terrestre se compose de : 
- Hérons et aigrettes, Khoonk en kumwaak : à observer dans la zone lacustre près du village ou près du bord de mer,
- Rapaces, Bwaholé en kumwaak : l'autour australien (en savane ou lisière de forêt) , le balbuzard d'Australie (de littoral), le busard de Gould et plus fréquemment, le milan siffleur (plutôt charognard),
- Pigeons : le notou calédonien (carcophage géant), Pwipwik en kumwaak, le plus gros pigeon arboricole du monde vivant dans la forêt humide. La colombine du Pacifique et le pigeon vert endémique sont plus rares à observer.
- Canards, kérérop en kumwaak : en zones humides près des rivières et en zones marécageuses,
- Perruches, Pwiirtip en kumwaak, de vives couleurs vertes et rouges, dans le maquis minier, à la recherche de graines et de fruits au sol,
- Corbeaux : le corbeau calédonien, Waak en kumwaak, le plus intelligent des oiseaux, le seul à utiliser des outils pour sa quête alimentaire, à l'aide de bouts de feuille de pandanus pour débusquer les larves d'insectes ou de pierres pour briser les coquilles d'escargots,
- Poule sultane, Khiaak en kumwaak, dans les marais et prairies, se nourrissant d'invertébrés et de graines,
- Martin-pêcheur, Bwaado en kumwaak, vert et bleu,
- Mouettes, Bone en kumwaak, mouette argentée, en bord de mer et sur les îlots,
- Sternes : plusieurs espèces endémiques à la Nouvelle-Calédonie, dont une sous-espèce, sternula nereis exsul, ne vit que sur les îlots de Koumac et des environs, et fait l'objet d'une protection particulière,
- Reptiles, Bwééla en kumwaak : le margouillat domestique dans les habitations, le gecko (espèce endémique et en voie de disparition), plusieurs espèces de scinques endémiques,
- Roussettes, Bwak en kumwaak, victimes d'une chasse peu responsable, moins en moins nombreuses,
- Cochons sauvages, Pokathuwa en kumwaak, gibier traqué par les chasseurs et les cultivateurs, qui constatent les dégâts dans leurs champs,
- Cerfs, Doubé en kumwaak, l'espèce la plus emblématique de la région de Koumac (un des éléments présents sur ses armoiries) mais aussi la plus nuisible qui détruit très rapidement tous les écosystèmes, notamment la forêt sèche. Le gouvernement de la Nouvelle-Calédonie encourage la chasse aux cerfs en rachetant les mâchoires.

### Environnement
La politique en faveur de la protection de l'environnement et des écosystèmes naturels de la commune de Koumac a été initiée depuis la fin des années 2000. Il s'agit par exemple :
- le tri des déchets ménagers par le SIVM Nord ;
- la chasse aux dépotoirs sauvages ;
- la mise en place de gardes nature par la province Nord ;
- la réhabilitation de l'ancien « dépotoir » ou décharge située à Tangadyu Bwulié en langue kumwaak, avec une revégétalisation permettant une réintroduction d'espèces de la forêt sèche ;
- la sensibilisation des plaisanciers fréquentant les îlot alentour aux nuisances qu'ils pourraient engendrer sur les colonies de sternes, des oiseaux endémiques et fragiles dont les nids se font à même le sol. Chiens, rats et hommes en sont les principaux prédateurs. L'association d'ornithologie, avec l'aide de la commune, entreprend des campagnes de dératisation des îlots Tangadyu (tagaayu) et l'îlot Rat (kamwaak)

Toutefois, des efforts restent à faire en matière environnementale :
- la commune n'a aucune aire marine protégée alors qu'elle se situe près des zones inscrites par l'UNESCO au patrimoine mondial de l'humanité ;
- une véritable campagne de sensibilisation destinée à la pêche raisonnée des ressources du lagon serait souhaitable. Koumac est réputée pour ses poissons mais la pression humaine liée à une forte fréquentation du lagon, le nombre de navires de plaisance et la pollution causée par l'exploitation minière font baisser les ressources.

L'environnement est une compétence provinciale. Cette collectivité a réglementé ces dernières années la chasse et la pêche soit en appliquant les conventions internationales sur la protection des espèces menacées de disparition soit en rajoutant sur la liste d'autres espèces. Les espèces suivantes sont par exemple interdites :
- la tortue ou Wan en kumwaak
- le dugong ou la vache marine  ou Modap en kumwaak
- le napoléon ou Naami en kumwaak.

Tandis que la chasse aux roussettes et aux notous est réglementée comme la pêche aux picots.

### Village
Le chef-lieu de la commune porte le même nom que la commune, lui-même hérité du nom du pays traditionnel kanak et de la langue kanak qui y est parlée, le phwaxumwaak. 
Le village est installé près de l'embouchure de la rivière Koumac, phwaa Djahot, et de la pointe de Pandop, maa kuhonvaa, au bord de la lagune du Pahéa, doh til gkuui.

## Histoire

### Peuplement mélanésien: - 1100 av. J.-C.
Arrivés vers 1100 ans av. J.-C., les premiers hommes connus débarquent à bord de leurs pirogues sur les côtes de l'extrême nord de la Grande Terre. Ces Mélanésiens venus d'Asie du Sud-Est, s'implantent aux embouchures des rivières avec leurs traditions : céramique (poteries Lapita), culture de l'igname et du taro, confection d'armes, d'outils de pêche et de parures à base de coquillages, fabrication de pirogues à balancier. 
Au fil des siècles, ces hommes s'organisent et se structurent, en chefferies et en clans, autour de l'igname et de la terre.
Les Mélanésiens de Nouvelle-Calédonie se différencient et constituent ainsi une civilisation singulière, la civilisation kanak.
Les momies de la rivière Fwaténawé n'ont pu être étudiées avant destruction (Jean Guiart 2002).

### Premiers contacts avec les Européens:XVIIIesiècle
À la fin du XVIIIe siècle, les premiers Européens arrivent : ce sont les premiers contacts. 
Tout au long du XIXe siècle, navigateurs (James Cook en septembre 1774), aventuriers (baleiniers, santaliers, marchands de concombres de mer ou d'holothuries), scientifiques (ornithologues, botanistes, géologues dont Jules Garnier) et missionnaires (catholiques et protestants) sillonnent l'archipel de la Nouvelle-Calédonie dont le nord de la Grande Terre y compris dans la région de Koumac. Il s'agit d'exploiter les ressources et d'évangéliser les populations océaniennes. L’œuvre civilisatrice de l'Europe commence. En 1846, du charbon est découvert à Koumac, mais sa qualité médiocre ne permet pas une exploitation rentable.

### Prise de possession et colonisation française:XIXesiècle
Le 24 septembre 1853, la Nouvelle-Calédonie devient officiellement une colonie française sur décision de l'empereur Napoléon III. L'amiral Febvrier Despointes signe les traités avec certaines chefferies de la Grande Terre et de l'Ile des Pins. 
En 1861, le chef Bwarat de Hienghène (côte Est) établit une nouvelle chefferie à Koumac. 
En 1863, le lieutenant de vaisseau Mathieu mène une expédition punitive contre la tribu de Koumac, auteur d'exactions anti-colons.
En 1869, le cantonnement en Nouvelle-Calédonie oblige le regroupement des villages kanak dispersés pour mieux les contrôler et les surveiller. Les réserves sont ensuite créées. L'objectif étant aussi de récupérer les terres les plus fertiles pour la colonisation pénale (1863 : la Nouvelle-Calédonie devient une terre de transportation ou « terre de bagne ») puis pour la colonisation libre (à la fin XIXe siècle, la Nouvelle-Calédonie devient peu à peu une colonie de peuplement). Avec l'instauration de l'indigénat à partir de 1887, les Kanak obtiennent le statut d'indigènes : libertés individuelles limitées (libre circulation réglementée) voire supprimées (aucun droit politique). La colonisation française bouleverse les traditions et l'organisation sociale et politique de la société kanak. 
La grande révolte kanak de 1878, menée par le chef Ataï, affecte faiblement la région de Koumac, tout comme celle des chefs Noël et Bouarat en 1917.
Les premières familles de colons européens sont les Mandiare, les Weiss (les frères Victor, Georges et Albert), les Bonnenfant, les Boudoube et les Pacilly.

### Naissance du centre minier de Tiébaghi
Avec la découverte du nickel par Jules Garnier en 1866 (la garniérite) puis des autres minerais dans le Nord de la Grande Terre (cuivre, chrome, or) par d'autres, c'est le début de la « ruée vers l'or vert ». Les régions de Koumac, Poum et Ouégoa sont alors mises en valeur par l'exploitation minière. 
Le premier acte de concession pour le chrome du massif de Tiébaghi date de 1877. L'exploitation démarre en 1901. 
La baie de Néhoué n'offrant pas les conditions favorables pour le chargement du minerai, Paagoumène est choisi comme lieu de chargement et de ravitaillement à partir de 1908. 
En 1902 : Lucien Bernheim fonde la Société Le Chrome qui exploite Tiébaghi. À sa mort en 1919, le domaine minier de La Société est rachetée par la SLN. Un transporteur mécanique relie Tiébaghi et le port de Paagoumène. C'est le début à Koumac du peuplement européen et du peuplement asiatique. 
La mine recrute à l'étranger de la main-d’œuvre. Entre la fin du XIXe siècle et le début du XXe siècle, des Tonkinois venus d'Indochine, des Javanais ayant quitté les Indes néerlandaises, des Japonais et quelques Néo-hébridais se retrouvent dans l'extrême nord de la Grande Terre, dans la région de Koumac pour travailler à la mine.

### Travailleurs engagés asiatiques
En 1897, le dernier convoi de transportés arrive en Nouvelle-Calédonie. Les compagnies minières qui louent à l'administration pénitentiaire des forçats (0,50 franc par jour et par bagnard) doivent désormais trouver une autre main-d’œuvre, sachant que les Kanak sont peu nombreux à vouloir travailler dans la mine où les conditions sont rudes. 
Ainsi, des milliers de travailleurs asiatiques sont recrutés par les compagnies minières pour des contrats de 5 ans. Des centaines travaillent à Tiébaghi : ils sont originaires de la région du Tonkin en Indochine (colonie française). Ils sont appelés Chân Dăng, les pieds liés. D'autres viennent du Japon ou des Nouvelles-Hébrides (ancien condominium franco-britannique) et quelques-uns ont quitté leur île de Java dans les Indes néerlandaises (Indonésie, ancienne colonie des Pays-Bas). Ce sont essentiellement des hommes mais des femmes font le voyage et sont embauchées comme domestiques dans les familles européennes ou comme cuisinières à la mine. Tonkinois, Javanais et Néo-hébridais, sujets appartenant à une puissance coloniale, ont le même statut que les Kanak : l'indigénat. Ces indigènes non citoyens disposent de peu de droits : leur liberté de circulation est par exemple règlementée. Il reste quelques descendants de ces travailleurs asiatiques à Koumac.

### UnXXesiècletourmenté
Lors de la Première Guerre mondiale (1914-1918), des Koumacois partent se battre au front en France aux côtés des Français et des Anglais contre les Allemands. 
Lors de la Seconde Guerre mondiale (1939-1945), les Américains débarquent en Nouvelle-Calédonie en 1942. Koumac reçoit des GI's qui aménagent une piste d'aérodrome près du village pour installer une base américaine et recevoir des bombardiers moyens jusqu'à leur départ en 1946.

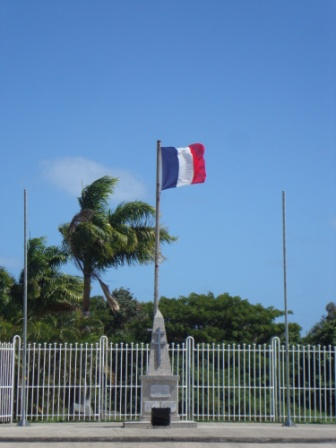
Monument aux morts dédié aux soldats de la Première Guerre mondiale (1914-1918)

Dans les années 1930, l'exploitation minière à ciel ouvert est abandonnée au profit de l'exploitation souterraine. Les cours du chrome fluctuent en fonction du contexte mondial : crise de 1929 aux États-Unis puis en Europe, Seconde Guerre mondiale (1939-1945). La fin du second conflit mondial permet une hausse provisoire de la demande en minerais : reconstruction de l'Europe dès 1945, le début de la Guerre froide en 1947. La Société de Tiébaghi décide de faire appel à une main d’œuvre étrangère : Italiens et Wallisiens. Or, à la fin des années 1950, la production chromite de Tiébaghi n'est plus assez rentable face à la concurrence internationale et à une faible productivité. Les revendications sociales exigées par le personnel dans les années 1950-1960 accentuent un peu plus les difficultés économiques de l'entreprise. En 1964, le centre de Tiébaghi ferme ses portes.
En 1946, la Nouvelle-Calédonie devient un TOM (territoire d'Outre-Mer). La citoyenneté française est alors accordée à tous les Kanak, avec leurs premiers droits politiques, dont le droit de vote. Ce droit devient effectif seulement en 1951, retard dû aux pressions de l'élite européenne et du gouverneur. Les premières associations d'abord religieuses puis politiques voient le jour en 1946 (AICLF : Association des indigènes calédoniens et loyaltiens français et UICALO : Union des indigènes amis de la liberté dans l'ordre) avant la naissance de l'UC (Union calédonienne) en 1956 (date officielle).
En 1963, la Nouvelle-Calédonie est découpée en quatre circonscriptions administratives : Est, Sud, îles Loyauté et Nord à laquelle appartient Koumac.
En 1977, la partie septentrionale de la commune, soit 46 % du territoire, est rattachée à la commune créée de Poum. Dans les années 1970, c'est l'émergence des revendications sociales, culturelles puis politiques des Kanak. Les premiers étudiants kanak revenus de Métropole après avoir participé à mai 1968, réclament une meilleure prise en compte des droits des Kanak, qui connaissent une marginalisation géographique, sociale, culturelle, économique et politique.
1984-1988, la période dite des « Événements » ébranle la Nouvelle-Calédonie. Les affrontements sont violents et les tensions vives presque partout en Grande-Terre, mais Koumac semble épargnée. Le métissage, les relations inter-ethniques et la proximité des tribus par rapport au village en sont peut-être les explications.

### Le temps des accords
La signature des accords de Matignon le 26 juin 1988 permet d'amorcer une phase de paix et de prospérité économique. La provincialisation est mise en place dès 1989 : Koumac devient commune de la province Nord. Cette nouvelle institution permet d'engager une politique de rééquilibrage économique entre le Sud et le Nord de la Grande Terre : maintenir la population en province Nord en créant des emplois et des activités économiques à Koumac. Il s'agit aussi de réaliser des aménagements de proximité : collège public, équipements sportifs et hôpital. En outre, par le biais de la Sofinor et des aides provinciales, des projets et des micro-projets sont soutenus financièrement. Pandop devient le premier port de pêche en dehors de Nouméa avec l'implantation d'un centre thonier. De plus, La SLN décide d'augmenter sa capacité de production en nickel et lance une modernisation de la mine de Tiébaghi. C'est la renaissance de Koumac, l'exode rural vers le Grand Nouméa ralentit voire recule. Par ailleurs, l'extension du GSMA avec un doublement des effectifs en 2011/2012 (600 jeunes Calédoniens à former par an) poursuit la dynamisation de la commune.

## Politique et administration

### Intercommunalité
La commune de Koumac s'est engagée à mutualiser ses moyens avec la commune limitrophe de Kaala-Gomen avec une gestion commune, dans le cadre d'un SIVM (Syndicat intercommunal à vocation multiple). Il s'agit du SIVM Nord dont le président est le maire de Koumac. En 2011 la commune de POUM a adherée au Sivm Nord. Cela comprend :  
- la lutte contre les incendies et les secours aux personnes : les moyens humains (2 chefs de corps + 24 pompiers volontaires sous l'autorité administrative du SIVM Nord) et matériels se complètent avec deux casernes de pompiers (Koumac et Kaala-Gomen), qui disposent donc de deux CCF 4000 (Camion-citerne feu forêt), deux VSAV (Véhicule de secours et d'assistance aux victimes), un VLR (Véhicule de liaison radio), un FPT 12000 (Camion essence), un VLTT (Véhicule de liaison tout terrain), un CCFL (Camion-citerne feu léger)
- le tri sélectif des déchets : décharge publique située entre les deux communes (déchets verts, déchets ménagers, déchets encombrants, déchets toxiques font l'objet d'un tri). Pour le moment, les déchets ne font pas l'objet d'un recyclage (sauf pour les déchets verts). Les deux communes gèrent ainsi leur CESD (Centre d'enfouissement et de stockage des déchets) et une déchetterie inaugurée en aout 2016 sur Poum.
- le Centre d'accueil médico-social Hébé Richard de Koumac.

### Le clan de l'Aîné
Le clan de l'Aîné est celui des Grands chefs. Ils détiennent la Parole, le Verbe. Ce sont les intermédiaires entre le monde visible, celui des Vivants, et le monde invisible, celui des Esprits. Le clan de l'Aîné de Koumac proviendrait de la Grande chefferie Tobo. Avant l'arrivée des premiers Européens, plusieurs clans coexistaient dans la région de Koumac : les clans Moueaou, Damassi, Wala Windi Taboen, Goah ma Tein Mala, Niavou ma Kabaa Pwavi ma Kalaboen., le nourrisson aurait alors été trouvé enveloppé de lianes (ding) au sein du clan Tein Pwawi (les Tein des grottes) . il aurait été marqué d'insignes de chef, les guerriers le voyant s'inclinèrent et le prirent pour chef, une fois adulte, il l’appelèrent Tein Nading, celui qui est vêtu de lianes. Il serait ainsi devenu le Grand chef de Koumac, et ses descendants seraient membres de la famille Boarat. Mais le Grand chef actuel de Koumac, César Boarat, est un descendant de la Grande chefferie Bwarat de Hienghène.

### Tribus
La Nouvelle-Calédonie regroupe 8 aires coutumières et linguistiques. Koumac appartient à l'aire Hoot ma Whaap représenté au Sénat coutumier par deux sénateurs :
- Pombéi Paeten-Whaap
- David Sinewami

L'aire Hoot ma Whaap comprend plusieurs districts coutumiers dont celui de Koumac. Chaque district possède plusieurs chefferies. Koumac regroupe cinq chefferies dont le grand chef garantit l'unité, les traditions et la coutume. Le grand chef du district de Koumac est César Boarat. Selon la tradition, il est issu du clan de l'Aîné (du Premier homme). Il demeure la « colonne vertébrale » de la société traditionnelle kanak tout comme le poteau central de la case. À l'instar des poteaux du tour de case, le grand chef est entouré de petits chefs et de chefs de clan. C'est lors de la récolte de la nouvelle igname (généralement entre mars et mai) que tous les clans se réunissent à la grande chefferie Bouarat (tein Nading) pour offrir leurs meilleures ignames au grand chef. C'est alors l'occasion de retracer oralement la généalogie afin de rappeler l'histoire des clans et rappeler la place de chacun dans la société kanak.
Les cinq tribus se répartissent dans la zone littorale près du village, formant un arc de cercle entre ce dernier, de la mer à la montagne :
- Wanap1
- Wanap2
- Galagawi
- Paop
- Pagù (Neyamwa)

Deux masques sont liés aux chefferies, le masque Bwajam (cotte de plumes de notou de forêt, cheveux, barbe), et le masque Wimawi (uniquement végétal).

### Conseil coutumier des jeunes
La majorité des jeunes kanak ont reçu une éducation coutumière et souhaitent la transmettre à leurs enfants afin de préciser leur place et leur rôle dans la société, leurs droits et leurs devoirs. Ainsi, le Conseil coutumier des jeunes a été constitué, depuis juillet 2011, en collaboration avec le Conseil des Anciens, permettant de renforcer le lien qui les unit. Le Conseil des jeunes réunit deux jeunes désignés selon les usages de la coutume par leur clan. Il s'agit de regrouper tous les clans des tribus de Koumac. Ces deux représentants portent la parole de leur clan au sein de ce Conseil.
Par ailleurs, le Conseil coutumier des jeunes a pour rôle d'intervenir activement dans la vie communale, en se rapprochant des pouvoirs publics, notamment la Mairie des Koumac, et des acteurs économiques (entreprises) et sociaux (services administratifs provinciaux, bailleurs sociaux).
Leurs projets : 
- la mise en valeur agricole des terres coutumières, tout en tenant compte des contraintes liées à la coutume, aux obligations et à la vie en tribu en général. Leur projet est de "trouver un financement auprès de partenaires pour acheter du matériel agricole [pour permettre] de gagner du temps dans la culture des champs"[6],
- la proposition de création d'une réserve naturelle marine,
- la délimitation d'une zone réservée à l'usage de scooters des mers,
- la mise en place d'actions pour la préservation de la coutume et des langues kanak.

Bureau 2011 du Conseil coutumier des jeunes de Koumac :
- Président : Isaac Boarat
- Vice-président : Madiel Whaap
- Secrétaire : Stéphane Phadom
- Secrétaire-adjoint : Jonathan Whaap

### Liste des maires
Le maire actuel est Wilfrid Weiss, élu en 2008 à la tête d'une liste apolitique mais lui-même membre de l'Avenir ensemble (il était en 9e position de la liste de ce parti menée par Éric Babin en province Nord aux élections provinciales du 10 mai 2009). Il est réélu maire au second tour aux élections municipales de mars 2014, avec toujours une liste d'ouverture officiellement apolitique et soutenue dès le premier tour par l'Avenir ensemble et le Rassemblement-UMP, et en ayant fusionné entre les deux tours avec la liste indépendantiste du FLNKS menée par Jean-Charles Monefara. Par la suite, le parti de L'Avenir ensemble disparaît progressivement et Wilfrid Weiss rejoint Tous Calédoniens, formation centriste et non-indépendantiste alors créée par un autre ancien de L'Avenir ensemble, Pascal Vittori. Le maire obtient un troisième mandat, toujours au second tour mais cette fois-ci sans fusionner avec les indépendantistes (qui se sont alliés au contraire à une liste rivale non-indépendantiste, celle de l'élue Calédonie ensemble Marie-Hyacintha Santino), lors des élections municipales de mars et juin 2020.
Avec Pouembout depuis 2008 et Poya ainsi que Kouaoua à partir de 2014, Koumac est la seule commune non-indépendantiste de la province Nord. La mairie de Koumac a longtemps été dirigée par Robert Frouin, maire entre 1989 et 2008, d'abord membre du Rassemblement pour la Calédonie dans la République (RPCR) avant de fonder les mouvements non-indépendantistes successifs d'opposition à ce dernier : Développer ensemble pour construire l'avenir (DECA, 1995-1999), l'Alliance (1999-2004) puis l'Avenir ensemble (en 2004). Il a rejoint à partir de 2010 une dissidence de ce dernier parti, Calédonie ensemble.  

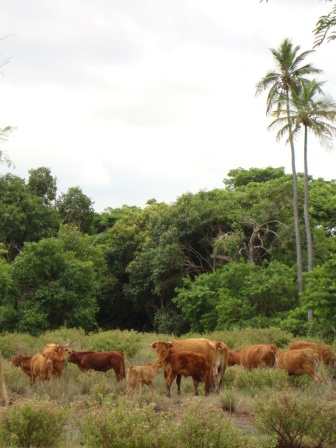
Troupeau de bovins à Koumac

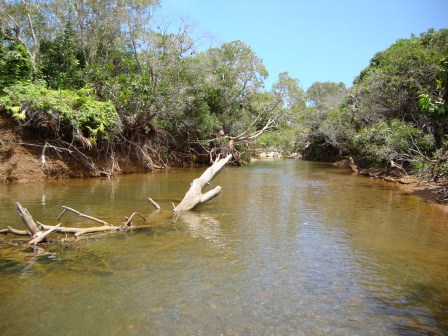
Rivière Paagoumène (Koumac)

| Période                                  | Période  | Identité        | Étiquette                                         | Qualité |
| ---------------------------------------- | -------- | --------------- | ------------------------------------------------- | ------- |
| Les données manquantes sont à compléter. |          |                 |                                                   |         |
| 1953                                     | 1960     | Robert Leroux   |                                                   |         |
| 1961                                     | 1967     | Camille Girard  |                                                   |         |
| 1967                                     | 1977     | Roger Trouillot |                                                   |         |
| 1977                                     | 1983     | Théné Arhou     |                                                   |         |
| 1983                                     | 1989     | Lucien Tourte   |                                                   |         |
| 1989                                     | 2008     | Robert Frouin   | RPCR puis DECA puis Alliance puis Avenir ensemble |         |
| 2008                                     | En cours | Wilfrid Weiss   | Avenir ensemble puis Tous Calédoniens             |         |

### Services administratifs
Quelques services administratifs de la Nouvelle-Calédonie sont présents à Koumac : 
- MLIJ-Nord : Mission locale d'insertion des jeunes dépendant de la Direction de l'enseignement, de la formation, de l'insertion des jeunes (DEFIJ) de la province Nord,
- Cap Emploi : autre service décentralisé de la DEFIJ,
- le centre médico-social de Koumac : service décentralisé de la Direction des affaires sanitaires et sociales et des problèmes de société (DASSPS) de la province Nord,
- la subdivision de la DAF : la Direction de l'aménagement et du foncier,
- Inspection de la 5e circonscription de l'enseignement primaire : sous l'autorité de la Direction de l'enseignement de la Nouvelle-Calédonie (DENC), ce service est composé d'un inspecteur d'académie, d'une secrétaire et de 3 conseillers pédagogiques (une annexe est localisée à Koné avec une conseillère pédagogique),
- une antenne décentralisée de la Chambre des métiers et de l'artisanat (CMA).

## Population et société

### Démographie
L'évolution du nombre d'habitants est connue à travers les recensements de la population effectués dans la commune depuis 1956. À partir de 2006, les populations légales des communes sont publiées annuellement par l'Insee, mais la loi relative à la démocratie de proximité du 27 février 2002 a, dans ses articles consacrés au recensement de la population, instauré des recensements de la population tous les cinq ans en Nouvelle-Calédonie, en Polynésie française, à Mayotte et dans les îles Wallis-et-Futuna, ce qui n’était pas le cas auparavant. Ce recensement se fait en liaison avec l'Institut de la statistique et des études économiques (ISEE), institut de la statistique de la Nouvelle-Calédonie. Pour la commune, le premier recensement exhaustif entrant dans le cadre du nouveau dispositif a été réalisé en 2004, les précédents recensements ont eu lieu en 1996, 1989, 1983, 1976, 1969, 1963 et 1956.
En 2019, la commune comptait 3 981 habitants, en diminution de 6,37 % par rapport à 2014 (Nouvelle-Calédonie : +0,98 %).
| 1956  | 1963  | 1969  | 1976  | 1983  | 1989  | 1996  | 2004  | 2009  |
| ----- | ----- | ----- | ----- | ----- | ----- | ----- | ----- | ----- |
| 2 759 | 2 059 | 1 907 | 2 481 | 1 405 | 2 194 | 2 647 | 3 003 | 3 690 |

| 2014  | 2019  | - | - | - | - | - | - | - |
| ----- | ----- | - | - | - | - | - | - | - |
| 4 252 | 3 981 | - | - | - | - | - | - | - |

### Enseignement
Le système éducatif local se compose ainsi :
- une école publique maternelle, les Quatre Vents,
- une école primaire publique, école Charles Mermoud, dont une CLIS, Classe d'intégration scolaire,
- une école privée, école de Wanap, appartenant à la FELP (Fédération de l'enseignement libre protestant),
- un collège public, de quelque 550 élèves, avec 
  - une Section d'enseignement général et professionnel adapté (SEGPA),
  - une ULIS (Unité localisée pour l'inclusion scolaire destinée aux enfants handicapés),
  - une Antenne de lycée professionnel (l'ALP et son restaurant d'application),
  - un centre Greta qui offre plusieurs formations destinées aux adultes (préparation au DAEU - Diplôme d'accès aux études universitaires - option A littéraire, au PIES - Plan d'insertion économique et sociale - et une préparation aux concours administratifs de catégorie C et B),
- un internat provincial, qui accueille des collégiens originaires des villages éloignés : Bélep, Pouébo, Poum, Kaala-Gomen.

Enfin, le Régiment du service militaire adapté de Nouvelle-Calédonie, basé à Koumac et Koné, assure un service d'école de la seconde chance, par le dispositif Service militaire adapté.

### Manifestations culturelles et festivités

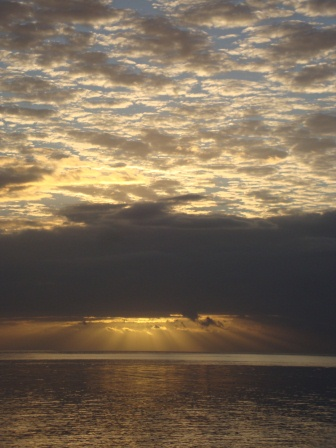
Coucher de soleil à la plage de Tangadyu

- durant l'année : Grand marché le samedi matin
- Pâques : Marche de pèlerinage jusqu'à la Vierge
- avril : Carnaval de Koumac
- avril-mai : Fête de la génisse
- mai : Rue piétonne (jeudi soir) + Fête des voisins
- juin : Fête de la musique
- 14 juillet : Défilé militaire pour célébrer la Fête nationale
- juillet : Trophée des Jeunes marins et Trophée des Jeunes artistes
- août : Forum des Formations à la salle omnisports (organisé par le collège de Koumac)
- août : Rue piétonne (jeudi soir)
- septembre : Foire agricole et artisanale du Nord
- septembre-octobre : Fête de la science au collège de Koumac
- octobre : Journées du Patrimoine à l'ancien village minier de Tiébaghi
- octobre : Halloween au village de Tiébaghi
- 24 décembre : Arrivée du père Noël et feux d'artifice

### Sports
Koumac est une commune dynamique dans le domaine sportif. Elle organise plusieurs rencontres et championnat provinciaux et territoriaux voire internationaux comme en septembre 2011 où la commune a accueilli la compétition de tennis de table pour les XIVes jeux du Pacifique Sud (Rencontre sportive rassemblant 22 États et territoires insulaires de l'Océanie intertropicale tous les 4 ans). La salle omnisports de Koumac a été entièrement rénovée en 2011 et mise aux normes internationales pour ces Jeux. Cela permet aussi de pratiquer plusieurs sports en salle. De plus, la commune de Kaala-Gomen à 15 minutes en voiture a abrité le Centre de préformation de football AS Grand Nord : le centre Jacques Zimako dont certains jeunes joueurs sont en cours de recrutement par des clubs européens. Cependant, en 2012, le centre ferme. 
Bien équipé en équipements sportifs, le village ne manque pas d'associations pour dynamiser différentes disciplines sportives.
- Tennis de table : dans une salle rénovée en 2011 pour L'Impassible Nord Koumac
- Tennis : avec deux courts en gazon synthétique et un court en revêtement en dur avec le Tennis Club de Koumac
- Football : terrain de football disposant de tribunes au stade Tein Mala à la sortie nord du village + terrain de football à proximité du collège public
- Basket et volley : plateau sportif rénové en 2011 avec un revêtement synthétique
- Badminton : salle omnisports
- Tir à l'arc : au stade Téin Mala avec Les Archers de Koumac
- Équitation : centre équestre La Crinière
- Planche à voile, canoë-kayak, laser pico, optimiste : base nautique à la marina de Pandop gérée par l'association Les Toiles du Lagon
- Kite-surf : différents spots (pointe de Pandop, baie des Sables, plage de Tangadyu, passe de Kendec
- Plongée sous-marine : centre de plongée Rêve Bleu Calédonie avec dix sites d'exploration le long de la Barrière de corail et formations tous niveaux
- Body gym et musculation : salle de musculation + salle multisports pour le fitness
- Pétanque : boulodrome avec éclairage
- Randonnée pédestre et raid : Différents parcours proposés dans la région par l'Association des Rand-raideurs de Koumac. Possibilité de se promener à Pandop : le long de la route qui longe le bord de mer jusqu'à la maria ou crapahuter sur la colline toute proche.
- Arts martiaux : Aïkido Club de Koumac dans un dojo partagé avec le Judo et le Karaté Club de Koumac.

## Économie et Aménagement

### Activités économiques

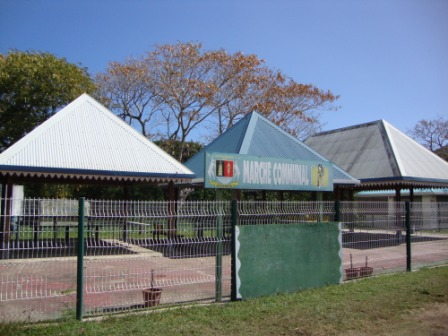
Marché communal de Koumac

L'économie koumacaise actuelle repose principalement sur deux secteurs d'activité : primaire et tertiaire.
Le secteur primaire est dominé par l'exploitation minière avec la mine de nickel sur le massif de Tiébaghi détenu par la SLN. Le nickel est ensuite soit exporté en Europe et en Asie, soit à l'usine métallurgique de Doniambo à Nouméa pour être transformé en ferro-nickel par exemple. Le port de Paagoumène, situé, au nord, au pied occidental du massif de Tiébaghi, dispose d'une petite usine d'enrichissement du minerai de nickel extrait dans la mine en amont, et un port d'embarquement de ce minerai. Un convoyeur relie la mine au port où attendent les minéraliers. 
Koumac a aménagé à l'entrée sud du village une zone d'activités artisanales et industrielles, qui regroupe des TPE (Très petites entreprises) dans des secteurs variés comme : menuiserie, concessionnaires automobile, mécanique automobile et de véhicules industriels. De plus, La zone étant relativement aride, les productions agricoles (produits maraîchers et horticulture) y sont assez faibles, mise à part l'agriculture vivrière et sur brûlis pratiquée par la population kanak. Koumac est réputée pour son élevage bovin. Quelques parcelles sont destinées à la céréaliculture : maïs et sorgho pour la consommation animale. L'apiculture y est présente : le miel de niaoulis de Koumac est réputé bio.

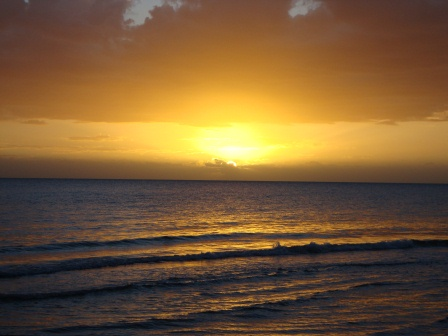
Coucher de soleil à la plage de Paagoumène (Koumac)

La pêche halieutique s'est développée depuis que la commune s'est dotée d'un port de pêche et de plusieurs thoniers, l'un d'eux s'est échoué en juin 2011 sur le platier de l'îlot Kendec. La Pêcherie du Nord vient de moderniser sa flotte avec l'arrivée de deux thoniers nouvelle génération : La Renaissance en 2010 et La voix du Nord en 2011. Ces deux palangriers devraient permettre à l'entreprise de produire 100 tonnes de thons par an. Les thons sont prioritairement exportés vers le Japon et le reste pour le marché local (les grandes surfaces du Grand Nouméa).
En outre, le secteur tertiaire se développe. L'économie koumacaise se tertiairise : 
- les activités commerciales et de services à la personne ;
- l'administration : mairie, antennes des directions provinciales, Gendarmerie nationale, GSMA de l'armée de terre, établissements scolaires, structures sanitaires et sociales (hôpital, centre médico-social et centre médico-psychologique);
- le tourisme (hôtels, restaurants, camping, activités touristiques).

### Tourisme
Le tourisme s'est développé essentiellement grâce au folklore « broussard » et à l'histoire minière. 
- Ainsi, l'ancienne mine et village de Tiébaghi fait l'objet de journées portes ouvertes chaque année pendant le mois du patrimoine organisé par la province Nord en octobre. L'institution provinciale prévoit la création d'un centre muséographique destiné à valoriser le patrimoine industriel du Nord, à l'initiative de l'Association pour la sauvegarde du patrimoine minier et historique du Nord calédonien.
- Les installations de la mine de chrome de Chagrin se visitent également, avec guide.
- La « Foire de Koumac et du Nord », annuelle, fin septembre, la plus grande manifestation agricole et artisanale de Nouvelle-Calédonie, est l'occasion de présenter l'un des deux rodéos les plus réputés du pays (avec celui de la foire de Bourail) mais aussi de promouvoir d'autres activités essentiellement équines (horse-ball, courses de chevaux),
- Moins fréquentée, mais aussi représentative de la « culture broussarde », la « Fête de la génisse », en mai-juin,
- le mois du Patrimoine, en octobre, à Tiebaghi surtout,
- la fête de la Musique,
- le carnaval,
- La commune de Koumac, via le Point Info tourisme, fait la promotion d'un tourisme culturel à la découverte du terroir, de la culture broussarde et de la société traditionnelle kanak.
- Koumac mise aussi sur un écotourisme ou un tourisme vert tourné vers 
  - la découverte des grottes : 382 mètres de galeries avec des stalagmites et stalactites et autres concrétions calcaires,
  - les randonnées faciles : Roches Notre-Dame, Babouillat (nord-ouest), Le Grand Lac, Chagrin,
  - les randonnées difficiles, avec pique-nique en bord de rivière, sous la forêt sèche, du Parc provincial de la Haute-Néhoué à 20 km,
  - les balades équestres : le centre équestre, La Crinière, propos des balades à cheval : Point de vue, Crêtes, Grottes et Rivière,
  - l'escalade : une association koumacoise initie à l'escalade sur les parois aménagées des grottes de Koumac ou aux Roches de Notre-Dame (13 voies d'escalade à 8 km du village),
  - la plage de Pandop (marina), l'îlot Tangadiou, la randonnée palmée, la pêche sportive,
  - la plongée : le Centre de plongée sous-marine et ses 2 moniteurs proposent la découverte du lagon de Koumac près de la passe de Kendec le long du récif de la barrière de corail : forêts de gorgones, canyons, grottes, anémones, coraux mous, loches, murènes, raies aigles ou mantas, requins du récif, tigre ou marteau,
  - la location de vélos,
  - le baptême ULM,
  - l'hébergement touristique : 
    - Hôtels : Monitel (3 étoiles, rénové), Le Passiflore (rénové),
    - Gîte et le Camping du Lagon (à Pandop), Gîte Panouna, Gîte Les Cigales, bungalows L'Escapade du nord,
    - campings : Les Grottes, la Néhoué, Opao (Chagrin), en tribu : Kébo, Wanap.

### Infrastructures et équipements
Koumac est un carrefour secondaire de la Grande Terre entre :
- la côte Ouest : limite nord de la Route territoriale 1 (RT1),
- l’extrême Nord : point de départ de la Route provinciale Nord 1 (RPN1) jusqu'à Poum,
- la côte Est : Route provinciale Nord 7 (RPN7) jusqu'à Ouégoa et Pouébo par le col d'Amos (route transversale la plus septentrionale qui relie les deux côtes).

L'aérodrome de Koumac permet deux liaisons hebdomadaires (mardi et jeudi) avec la compagnie aérienne Aircal pour rejoindre Nouméa, la capitale, et Belep (les îles à l’extrémité nord de la Grande Terre). 
- Koumac dispose d'un petit port de plaisance où une marina a été aménagée près du port de pêche pour recevoir les navires de plaisance et le catamaran à moteur Seabreeze de la compagnie privée (Trans Express Nord) qui relie par voie maritime le village à Bélep en passant par Poum (en 2 h 30/3 h 00 selon les conditions météorologiques). Le local du Centre de plongée (Rêve Bleu Calédonie) côtoie le restaurant Le Skipper et la base nautique Les Toiles du Lagon.

Il existe d'autres infrastructures et équipements : 
- le GSMA (Groupement du service militaire adapté) ; Transformé en 2016 en Régiment : RSMA
- l'un des deux établissements du Centre hospitalier du Nord (CHN) : l'Hôpital de Koumac Paula-Thavoavianon avec 42 lits en court séjour, dont 17 en médecine, 13 en chirurgie, 9 en obstétrique et 3 en soins critiques. L'hôpital est en cours de rénovation et de restructuration face au projet d'implantation d'un hôpital à Koné. Le service de chirurgie y sera donc à terme transféré.
- le centre médico-psychologique (éducateurs, psychologue, pédopsychiatre, orthophoniste) et un centre médico-social ;
- la pharmacie
- l'école publique maternelle (les Quatre Vents), l'école primaire publique Charles-Mermoud, avec CLIS (Classe d'intégration scolaire),
- l'école privée de Wanap, de la FELP (Fédération de l'enseignement libre protestant),
- le collège public d'environ 550 élèves, avec SEGPA (Section d'enseignement général et professionnel adapté), ULIS (Unité localisée pour une inclusion scolaire destinée aux enfants handicapés), ALP (Antenne de lycée professionnel) et restaurant d'application), et centre Greta : plusieurs formations destinées aux adultes (préparation au DAEU - Diplôme d'accès aux études universitaires - option A littéraire, au PIES - Plan d'insertion économique et sociale - et une préparation aux concours administratifs de catégorie C et B),
- linternat provincial qui accueille des collégiens originaires des villages éloignés : Bélep, Pouébo, Poum, Kaala-Gomen,
- la médiathèque Louis Bastien,
- le petit marché local abrité qui ouvre ses grilles le samedi matin : produits du terroir (poissons, fruits, légumes, préparations culinaires),
- l'antenne du Conservatoire de musique de la Nouvelle-Calédonie avec son auditorium de 120 places inauguré en 2011 ;
- le plateau sportif rénové en 2010, une salle omnisports rénovée en 2011, des courts de tennis, un boulodrome, une salle d'arts martiaux, une salle de tennis de table rénovée en 2011, un stade de football, une salle de musculation,
- la gare routière et son snack (qui fait office aussi de billetterie) où font un arrêt les bus qui relient Koumac à Nouméa (5 heures de route en transport public),
- l'agence postale de l'OPT, avec DAB,
- l'église catholique et le temple protestant,
- trois agences bancaires chacune proposant leur DAB (Distributeurs automatiques de billets) : BNP-Paribas, Société Générale, BCI,
- trois stations services : Shell, Total et Mobil,
- quatre supérettes : Koumac Discount, Vival Koumac, Magéco Koumac, Jémati et Nino Koumac,
- quatre restaurants : Le Western, Le Skipper, Le Monitel et Le Passiflore.

## Lieux

### traversée ouest-est, Koumac-Ouégoa-Pouébo, RPN 10 et RPN 7
- commune de Pouébo
  - Pouébo centre
  - pont, RM6 vers Saint-Denis, mont Mandjélia (785 m)
  - M8 vers Saint-Matthieu,, plage, camping, pointe, grand récif Pouma,
  - pont sur Pwi Rénée, cocoteraie, Janisel Ouan,
  - pont PWa Yogac, cocoteraies : Saint-Paul, Saint-Gabriel, Sainte-Marie, Saint-Louis,
  - Balade, église Saint-Denis, vitraux, monument au rattachement à la Franceen 1853 (amiral Auguste Febvrier Despointes),
  - pont, RPN7, cocoteraie, plage de sable blanc de Mahamate / Maamat (2 km), banian de la première messe de Noël 1843,
  - tombeau de Hoan de Kermadec,
  - sortie nord vers Amos, cocoteraie, route de Pam (réserve de faune),
  - rivière, vallée, col (375 m),
- commune de Ouégoa
  - Ouégoa, vallée du Diahot,
  - route secondaire vers Paraoua, Poinboua, (Mangelia,)
  - route secondaire vers Tiari, pointe Nandiarane, Pam (réserve), île Pam, île Balabio,
  - route secondaire vers Mérétrice, Bwalayet, anciennes mines (or, cuivre), Arama,
  - route secondaire vers Manghine Saint-Ferdinand,
  - route secondaire RM3 et RM4 vers Bondé, mairie, dispensaire, collège, Ouénia, Ouéné, Oueholle, Tilwit, Ouemou, Pagu, Paimboas, Bouléas,
  - pont, route RM5 Ballagham et la Limite,
  - marais de Ballagham,
  - col du Grand Crève-cœur, col du Petit Crève-cœur,
  - sortie vers col de Koumac,
- commune de Koumac
  - Haute-Néhoué,
  - Vallées de la Roche, des Palmiers, des Piquants,
  - le Pain de Sucre, mine Étoile du nord, la Roche Percée,
  - plateau des Lutteurs, les trois creeks, Roches Notre-Dame,
  - RPN1, Chagrin, vallée de Chagrin vers Poum,
  - vers Pago, route du Pont des Catholiques,
  - Plateau des Lutteurs, Karaâk, Paop,
  - Koumac aérodrome,
  - Koumac centre.

### vers le nord: Poum, Poingam
- Koumac-Poum, RT1-RPN7-RPN8 :
  - Koumac nord, par la RT1,
  - route de Ouanac - Wanatch, route RM16 du Pont des Catholiques vers Karakak et Pago, route de Panuna,vers le nord
  - pont sur la Koumac,
  - Koumac aérodrome,
  - route ouest RPN8, vers Paagoumène, baie de Sable, mine Étoile du nord, port minéralier, île de la Table,
  - route est RPN7 vers Ouegoa et la côte est,
  - rivière la Firdoline,
  - vallée de Chagrin, cimetière des Tonkinois,
  - vue sur la mine de Tiebaghi, ancien village minier,
  - au nord de Paagoumène, baie d'Ohland, îlot Tiam Bouene,
  - vallée de la Néwé, village de Néouhé, baie de Néhoué, îles : Ti-Ac, Ti-Tienghène, Néangambo, Boh, Tani, Ouanne,
  - piste vers la pointe de la presqu'île de Babouillat, plage, randonnées,
  - pont sur La Pwéyan,
  - route secondaire RPN9-RM6-RM7, Barabache, vers Arama, Bouarou, Naaraatch, Phagaany (côte est, baie d'Harcourt), cols d'Arama et de Pointe, (et Poingam-Tiabet),
  - route de Malabou, hôtel-resort, aérodrome de Poum, plage, presqu'île de Goloné, plage, camping, îles : Maabounghi, Tanlé, Boh,
  - Phwayaaé, Goloné (intérieur),
  - route vers Poingam, VU4-RM8-RM16, plage, relais, camping, et vers Tiabet (pointe de Dju, route panoramique),
  - Tamié, baie, port minéralier,
  - îlot Maaboughi, récif de Bammahame,
  - Poum, Niagu, Oléa, Poum centre, église, dispensaire, mairie, gendarmerie, OPT, station-service, tribu de Thiic, Pointe de Gaé,
  - baie de Banaré, îles :  Mouac (Mwak), Pionne (Piyon), Yoyoé, Tuany, Nba,
- vers le nord : RM8-RM16, 
  - Poum-plage, îlot Naajalé,
  - baie de Banaré, Nénon / Nennon, plages (moustiques, taons, aire aménagée), îles : Paaïo (Phaayo), Yava, îlot Roche Percée, île Néba (Nééva),
  - vers la baie d'Harcourt : Arama (église), mine de cuivre Pilou, Naraï, Naaraatch, Nénébwa, Phagany, Péngaï, RM7, forêt d'Ougne, pas toujours praticable,
    - îles Yaba, Neba,

  - vers Tiaboui (est), Pwawa, Nomoia, îlot Saint-Phalle, île Balabio,
  - Kéjaon, Cawi, baie, plage, camping, îlot Paäio,
  - plage de Bora(-Bora),
  - Babaré, baie,
  - RM9, ouest : Tiabet, Presqu'île de Bwa Vodo, Pabem, Juu (Djuu, Djou, route panoramique),
  - RM18 est, vers Nomoïa (est), puis Arama,
  - RM17 est, vers Olaan,
  - RM8, route nord, non goudronnée, vers Poingam (Pwagam), plage, relais, camping, marais salant de Ko, îlot Noua, île Tié (Cé),
  - RM10, route sud-ouest, vers Bouara (Bwa Ra), Boléé, et Pagop, plages, gîte et camping,
  - pointe Nahârian, boat pass, Xa, 
    - île Baaba (Paava), îlot Yenghabane (Yenghébane), îles : Pia, Balabio, Tié (Tiya), Taanlô (Tâlô), Yandé (Hwa On),
    - puis îles Bélep : île Pott, île Art, Dau Ac, îlots Daos, puis récifs d'Entrecasteaux.

## Repères routiers sud:RPN1Koumac - Kaala-Gomén - Voh
- commune de Koumac 
  - Koumac aéroport,
  - Koumac centre, avenue Émile-Frouin, marché, centre culturel, écoles, internat, lycée professionnel, commerces, stations-service, garages...
  - Pandop, pointe, bord de mer, lagon, plage, gîte, site de vol, centre de plongée, piton, marina, café-restaurant, aire aménagée,
  - vallées diverses, Manu, Bwaxak,
  - pointe de Karembé,
- commune de Kaala-Gomen
  - Troulala,
  - déchetterie Koumac-Kaala-Gomen,
  - massif de Kaala-Gomen,
  - bourg de Kaala-Gomen,
  - Gomen : baie des Requins, plage,
  - Tegon : cap Deverd, wharf, monument commémoratif du télégraphe (Australie), et de la première traversée en avion vers l'Australie en 1931,
  - vallée de la Louanga, puis de la Ouemou, Piata/Païta,
  - vallée vers la côte est : Mt Konio, Pic Yambou, Oueholle, Ouemou, Tilwit, Ouenia, Bondé, Ouégoa,
  - pont sur la Louanga, delta, Refuge du Cerf,
  - vallée de la Ouebia : Ouamaba, Gamai, vers la côte est : Ouayagate (Wayageth), Ouaahat, Haut-Coulna, Hienghene,
  - Tinip, piste vers Gamai, massif d'Ouanzangou-Taom,
  - Ouaco, vestiges de conserverie de bœuf en gelée et de distillerie,
    - monument Victor Roffey (aviateur), maison du colonel Dix, plaque d'hommage à Jacquot de Ouaco (1932-2010),

  - vallée de la Taom, village de Taom,
- commune de Voh
  - vallée de Boyen (Bweeyen), tribu, baie Chasseloup,
  - vallée de la Temala, mont Témala, Ouélis, piste vers Ouengo-Pouépaï,
  - cœur de Voh, accessible à pied, à cheval, et depuis Koné en avion, et surtout en ULM,
  - Voh, médiathèque, musée du café,

## Culture locale et patrimoine

### Lieux et monuments
- Chapelle Notre-Dame de Tiébaghi.
- Église Sainte-Jeanne-d'Arc de Koumac.

### Koumac et les spectacles
Koumac est l'objet d'un sketch de l'humoriste Patrick Timsit (Voyage à Koumac https://www.youtube.com/watch?reload=9&v=7Xfape2TM_A).

### Personnalités liées à la commune
- anciens chefs
  - Norama, grand chef des Téâ Jore, grande chefferie de la baie de Néwé, dont la fin dramatique (marcher à la mer, à la Passe de la gazelle (Phwâwi Nyelabwa)) marque celui de la chefferie, vers 1880,
- sportifs
  - Arnjolt Beer (1946-), athlète français, spécialiste du lancer du poids,
  - Jonathan Kakou (1989-), joueur de football français (international néo-calédonien), qui évolue au poste de défenseur,

### Héraldique
Les éléments présents sur les armoiries de la commune de Koumac sont : 
- deux cerfs : symbole du mode de vie des Broussards et du « coup d'chasse ».
- une lampe à pétrole ou à huile : symbole de la commune minière, éclairage utilisé dans les galeries souterraines par les mineurs au temps de l'exploitation de la mine de chrome à Tiébaghi. La mise en valeur de la commune est le résultat de la présence de plusieurs communautés ethniques : européenne, kanak mais aussi asiatique avec les travailleurs engagés sous contrat recrutés en Asie entre la fin du XIXe siècle et la première moitié du XXe siècle.
- une flèche faîtière : symbole de l'identité kanak avec cet élément placé au sommet de la case traditionnelle kanak de la Grande Terre (lien entre le monde des esprits et celui des vivants, lien entre les Ancêtres et le Grand chef représenté par le poteau central de la case). C'est également l'occasion de rappeler que le village de Koumac se situe sur une terre coutumière appartenant à la Grande chefferie Boarat'(tein Nading).
- un îlot et son lagon : Koumac est aussi une commune littorale bordée d'îlots. C'est son côté "coup d'pêche". Il s'agit ici du célèbre îlot Rat au large de Koumac (qui doit son nom à son relief ressemblant à un rat).

Ces armoiries symbolisent donc sa double culture (kanak et caldoche), son héritage minier et son patrimoine naturel.